# Бройн, Гюнтер де
Гюнтер де Бройн (нем. Günter de Bruyn; 1 ноября 1926[…], Берлин — 4 октября 2020, Бад-Заров, Бранденбург) — немецкий писатель.

## Биография
Гюнтер де Бройн все своё детство и юность провел в берлинском районе Бритц. В годы Второй мировой войны был призван в ряды вермахта и с 1943 по 1945 год воевал в Чехословакии, затем был ранен и попал в плен. После освобождения и лечения в госпитале отправился в Потсдам, где прошел курсы школьных учителей, и после работал преподавателем в коммуне Меркиш-Лух до 1949 года.
В 1949—1953 годах де Бройн получает специальность библиотекаря и с 1961 года работает научным сотрудником в Центральном институте библиотековедения в Восточном Берлине. С 1965 по 1978 год является членом Союза писателей ГДР, а с 1974 по 1982 год входит в состав президиума Пен-центра ГДР.
В 80-е годы писатель все чаще негативно высказывается о политике проводимой Восточной Германией, а в 1989 году отказывается от Национальной премии ГДР.
Помимо писательской деятельности де Бройн также активно занимается издательской — в период с 1980 по 1996 год вышло 10 книг из основанной им серии «Бранденбургский сад поэтов» (нем. Märkischer Dichtergarten).
Сын писателя Вольфганг де Бройн (род. 1951) также занимается литературной деятельностью и возглавляет музей Генриха фон Клейста во Франкфурте-на-Одере.

## Произведения
- 1968 — Буриданов осел
- 1972 — Присуждение премии
- 1975 — Жизнь Жана Поля Фридриха Рихтера
- 1984 — Новое великолепие
- 1991 — Возгласы ликования, траурные песни. Немецкие обстоятельства

## Экранизации[5]
- 1979 — Свадьба в Вельцове / Hochzeit in Weltzow — по одноимённому рассказу
- 1980 — Счастье на задворках / Glück im Hinterhaus — по одноимённому роману
- 1982 — Бранденбургские изыскания / Märkische Forschungen — по одноимённой повести

## Награды
- 1964 Премия Генриха Манна
- 1981 Премия Лиона Фейхтвангера
- 1989 Премия Томаса Манна
- 1990 Премия Генриха Бёлля Кёльна
- 1991 Почётная степень Фрайбургского университета
- 2005 Орден Заслуг (Бранденбург)
- 1994 За заслуги перед Федеративной Республикой Германия